# Pietro Piovani
Pietro Piovani (* 17. Oktober 1922 in Neapel; † 13. August 1980 ebenda) war ein italienischer Philosoph.
Piovani schloss seine Studien 1947 an der Universität Neapel bei Giuseppe Capograssi ab. Zwischen 1953 und 1963 unterrichtete er an den Universitäten von Triest, Florenz und Rom. Von 1963 bis zu seinem Tode 1980 hatte er den Lehrstuhl für Moralphilosophie an der Universität Neapel inne.
Piovani beschäftigte sich vor allem mit Themen der Rechts-, Moral- und Sozialphilosophie. Zu seinen bekanntesten Büchern zählen Studien zur Naturrechtsdebatte und moderner Ethik (Giusnaturalismo ed etica moderna, Bari 1961; 2. Aufl. Napoli 2000), zum Verhältnis von Philosophie und Ideengeschichte (Filosofia e storia delle idee, Bari 1965; 2. Aufl. Roma 2010) sowie zu historischer Erkenntnis und moralischem Bewusstsein (Conoscenza storica e coscienza morale, Napoli 1966; 2. Aufl. ebd. 1972). Zudem hat er als Historiker der Philosophie Studien unter anderem zu Platon, Vico und Hegel vorgelegt. Er war Mitglied mehrerer wissenschaftlichen Akademien wie der Accademia dei Lincei in Rom und der Accademia Pontaniana in Neapel. Er hat außerdem das Vico-Forschungszentrum („Centro di Studi Vichiani“, CNR) gegründet, welches seinen Sitz an der Universität Neapel hat und die kritische Werkausgabe Vicos herausgibt.
Sein Nachlass und seine Bibliothek werden heutzutage von einer Stiftung betreut, der „Fondazione Pietro Piovani per gli studi vichiani“, die sich mit einer eigenen Schriftenreihe um die Herausgabe seiner Werke und die Diskussion seiner Bedeutung verdient macht. Im Rahmen dieser Schriftenreihe erschien auch eine von Paolo Amodio herausgegebene Bibliographie der Sekundärliteratur, welche die Wirkung Piovanis im italienischen Geistesleben dokumentiert. Derzeit ist eine Edition „Ausgewählte Werke von Pietro Piovani in deutscher Übersetzung“ in Vorbereitung.